# Stromboidea
Stromboidea (por vezes denominada Strombacea) é uma superfamília de moluscos gastrópodes, operculados e preponderantemente de mares tropicais, da subclasse Caenogastropoda e ordem Littorinimorpha, composta por cinco famílias de caramujos ou búzios de médio e grande porte.[carece de fontes?]

## Taxonomiaː famílias extantes
- Animais com olhos na base de tentáculos, ao invés de se posicionar no topo de pedúnculosː[9]

Aporrhaidae Gray, 1850
Struthiolariidae Gabb, 1868
- Animais com os olhos posicionados no topo de pedúnculosː[9]

Strombidae Rafinesque, 1815
Seraphsidae Gray, 1853
Rostellariidae Gabb, 1868

## Taxonomiaː famílias extintas
De acordo com a classificação proposta por Bouchet & Rocroi (2005)
† Tylostomatidae Stoliczka, 1868
† Colombellinidae P. Fischer, 1884
† Thersiteidae Savornin, 1915
† Pugnellidae Kiel & Bandel, 1999

## Imagens de moluscos da superfamília Stromboidea

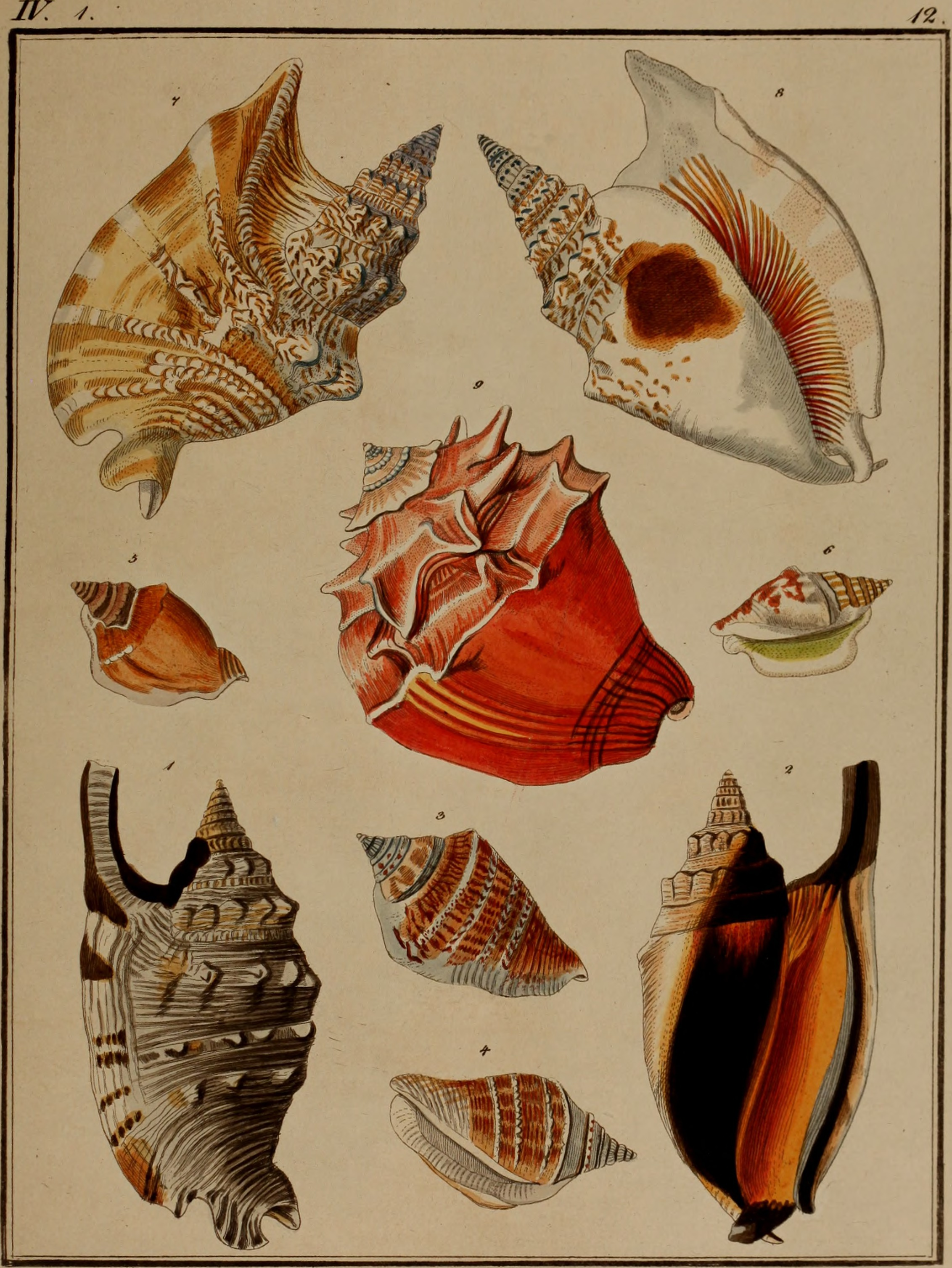
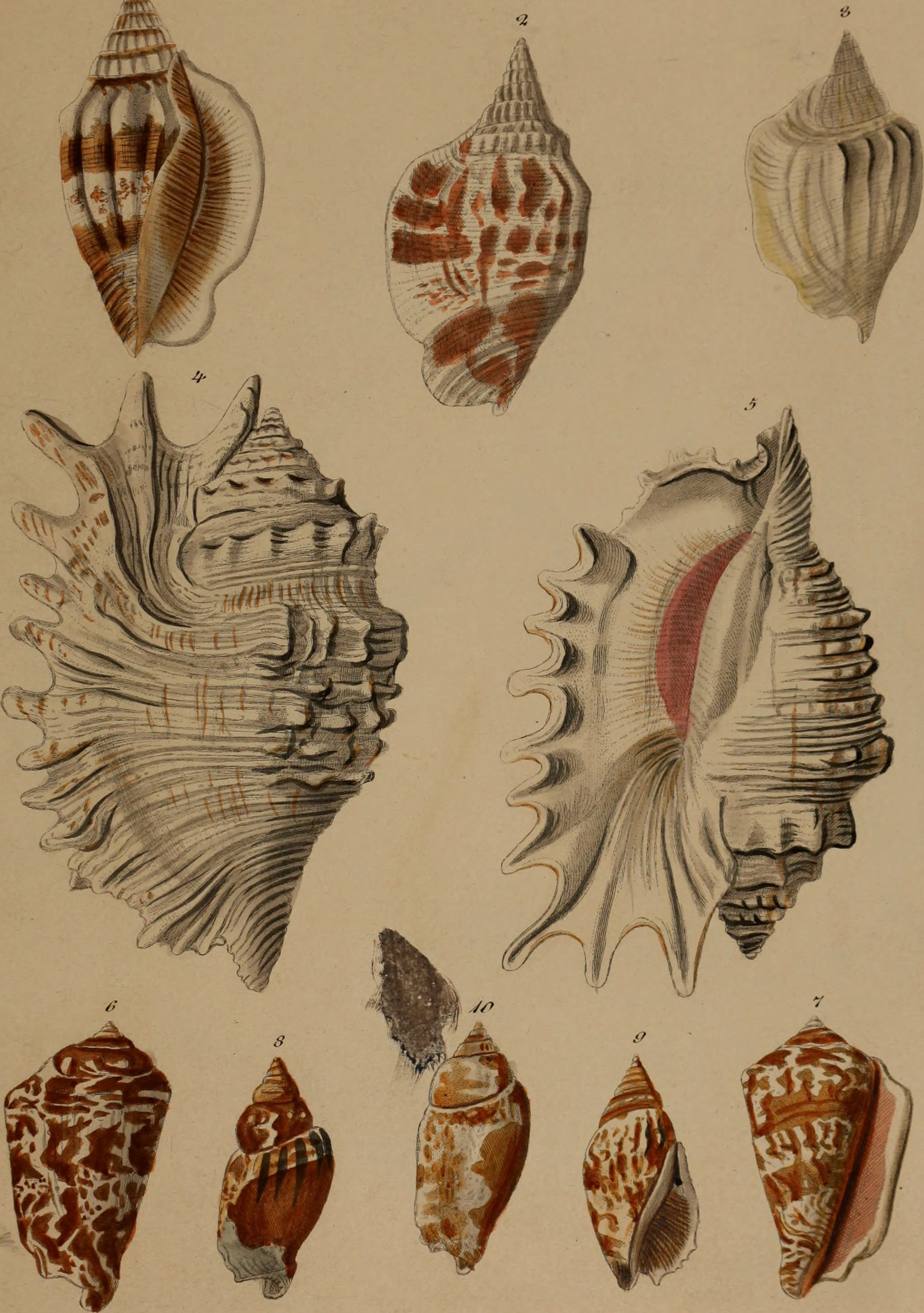
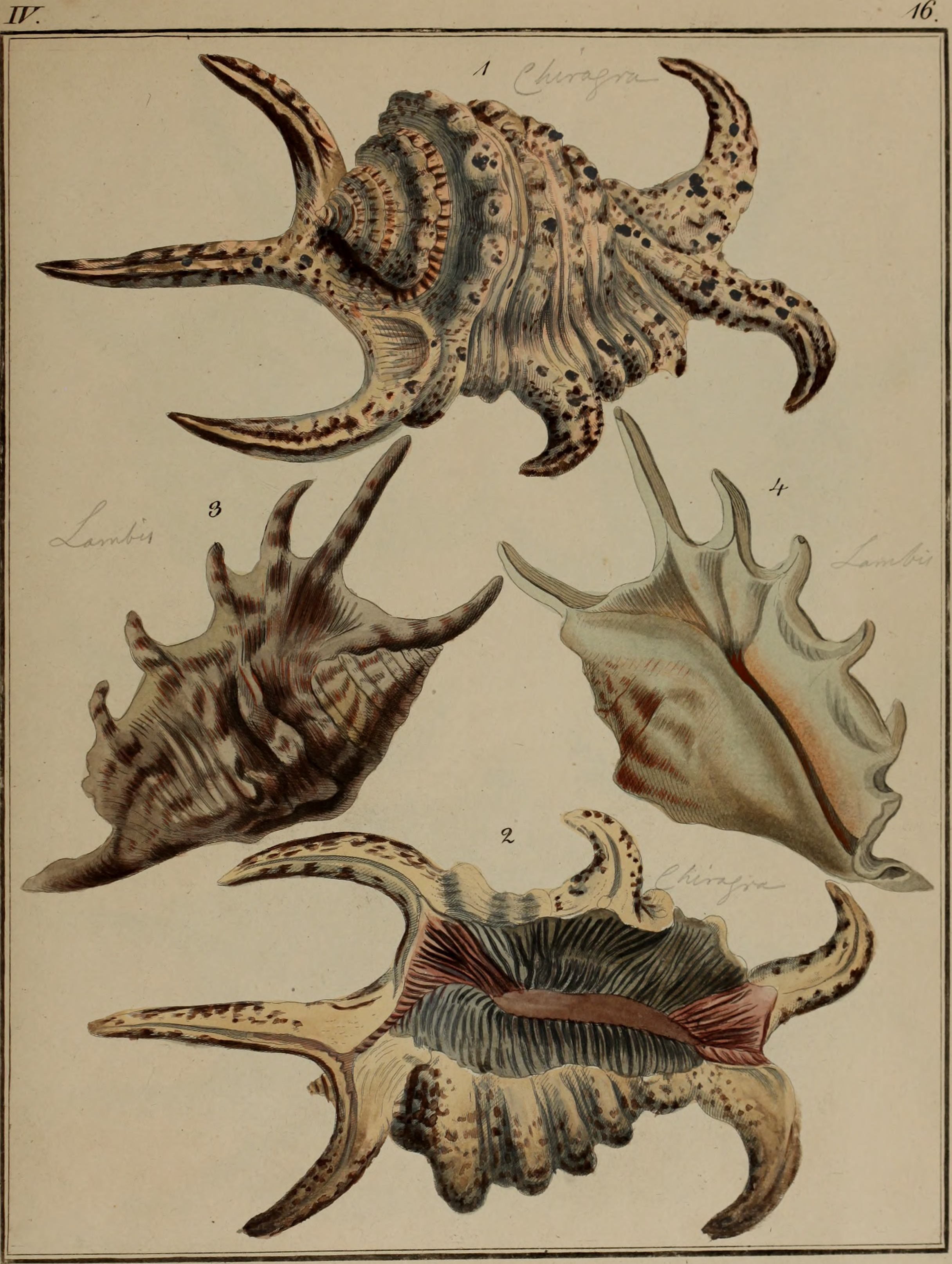
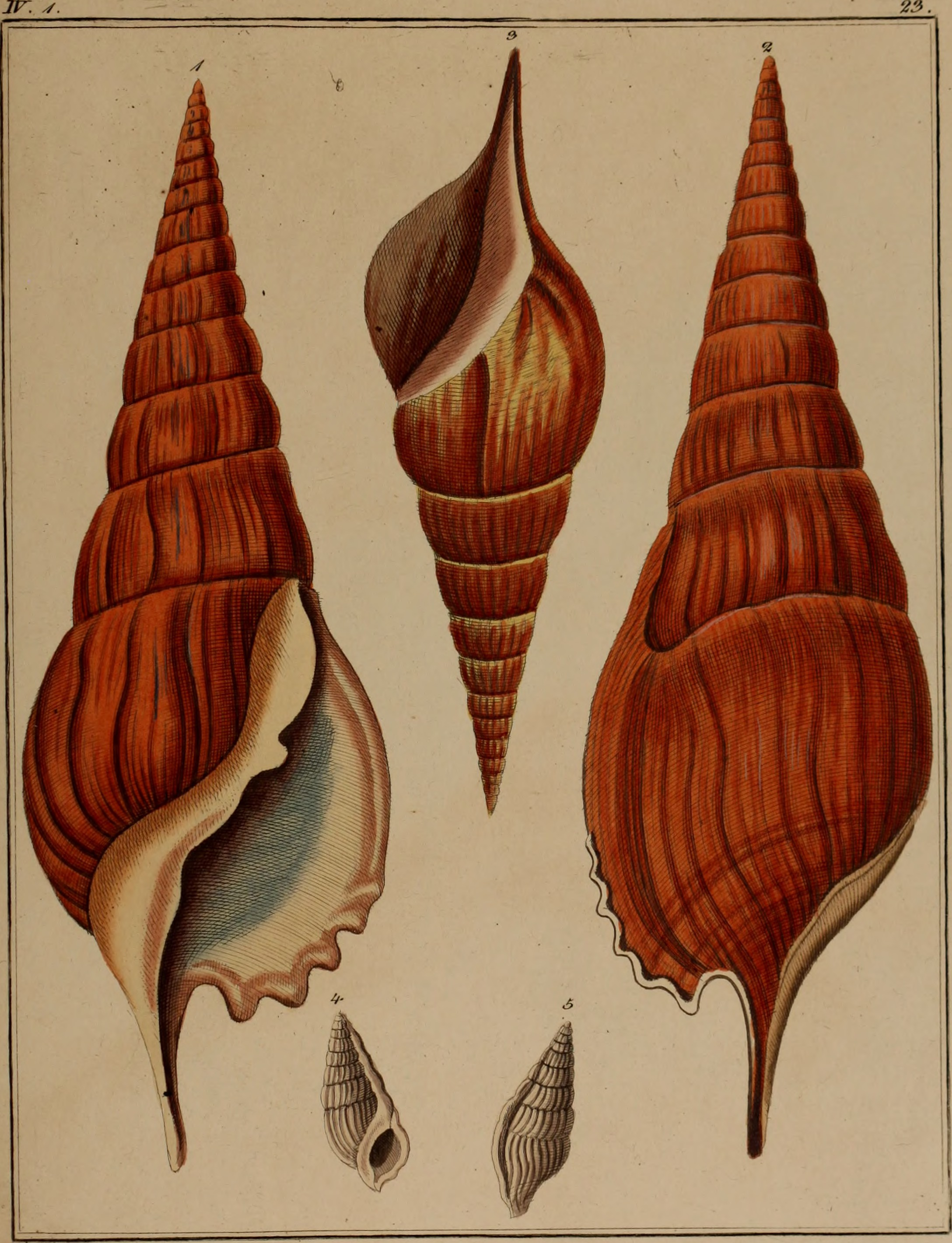
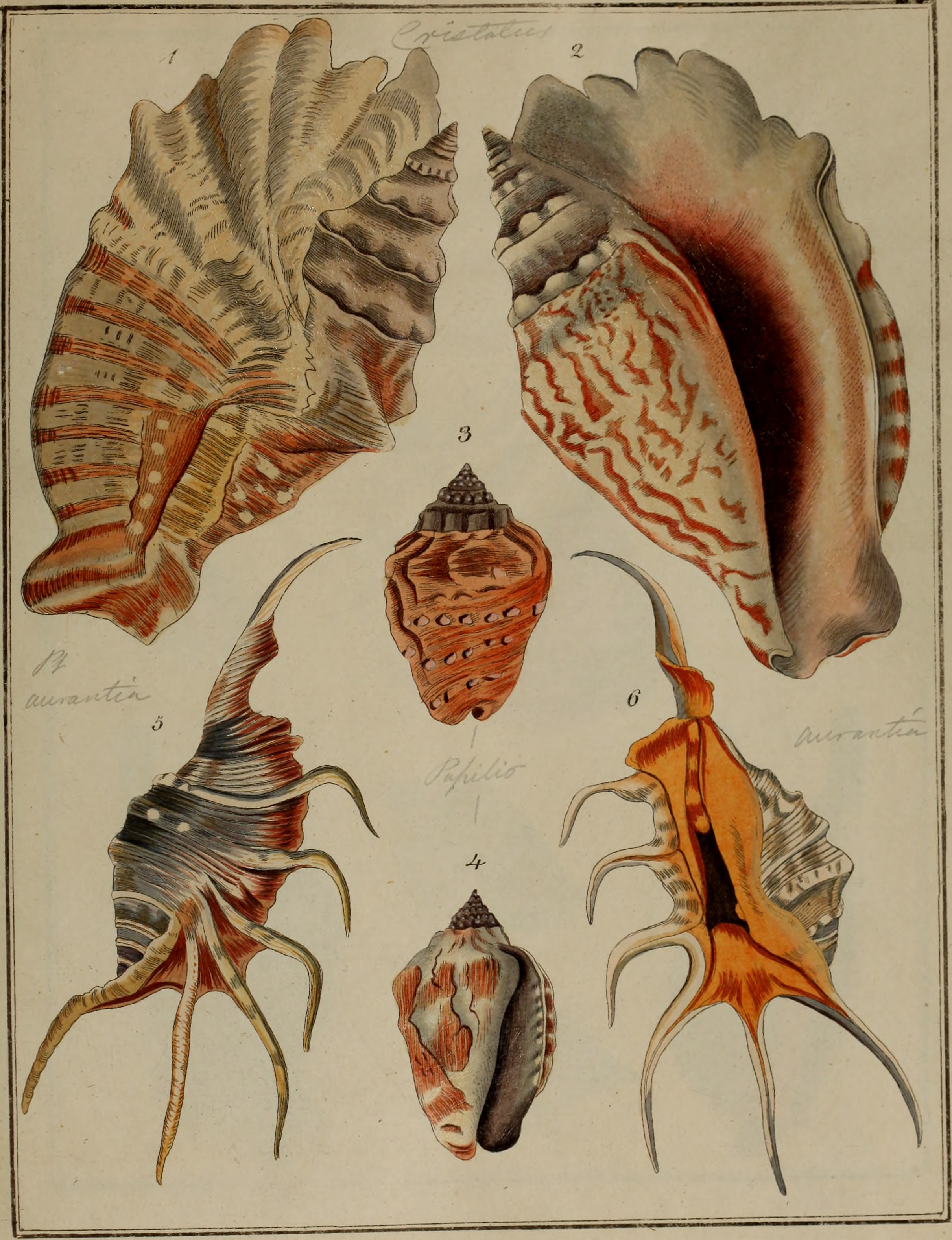
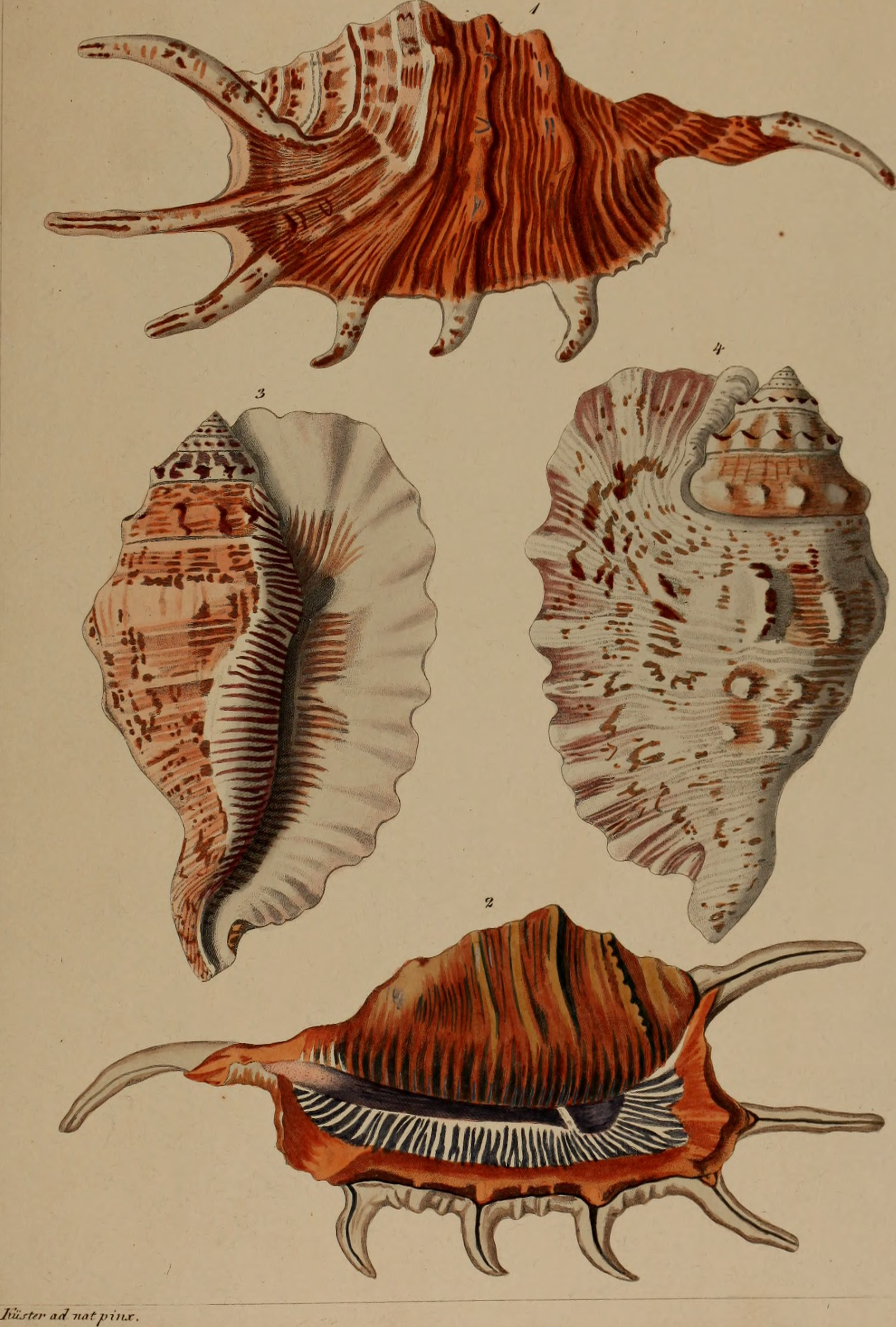
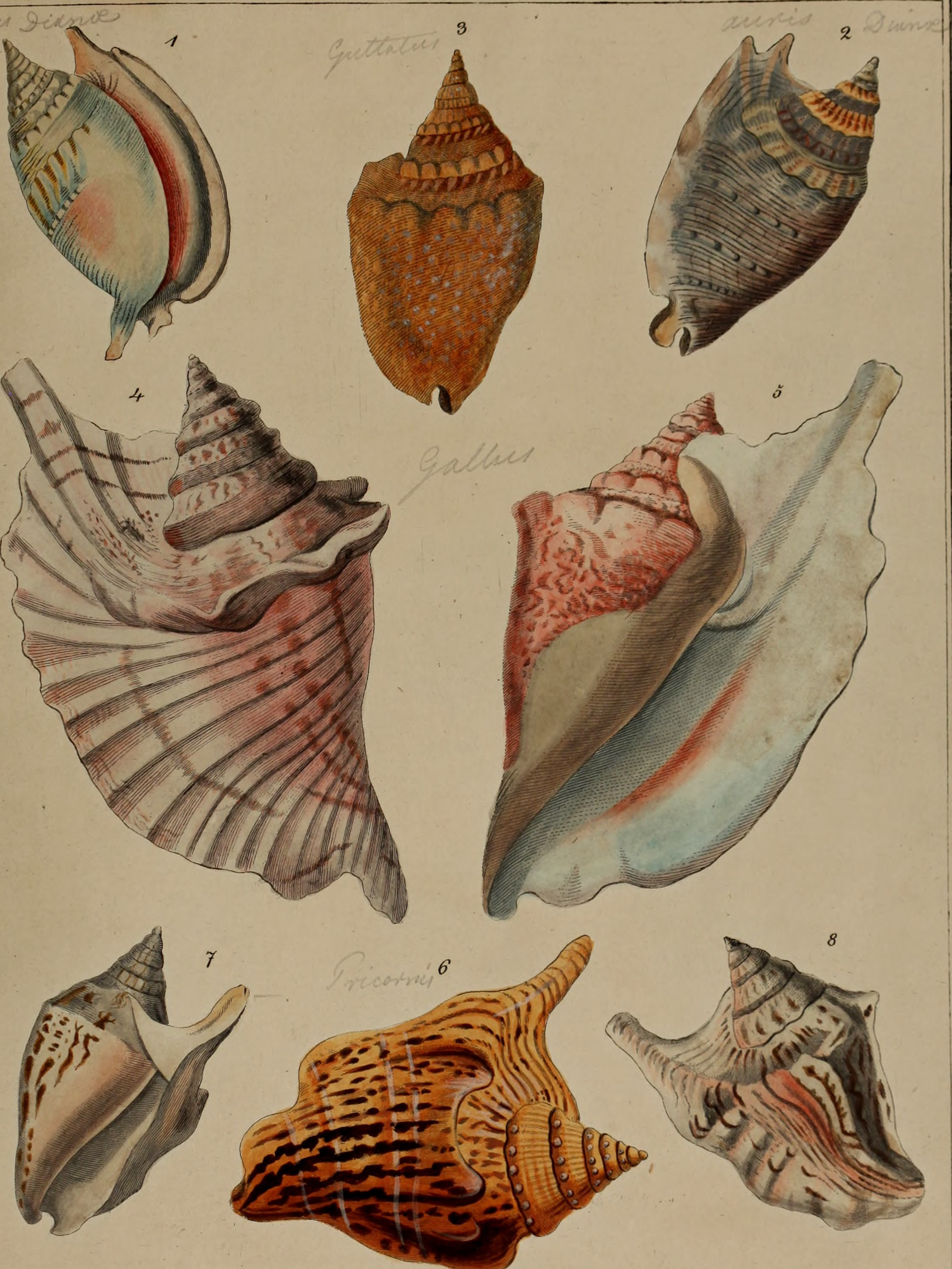